# Rue Pavée
Pour les articles homonymes, voir Rue Pavée.
La rue Pavée est une rue située au cœur du quartier du Marais, dans le 4e arrondissement de Paris.

## Situation et accès
C'est une rue sombre, étroite et légèrement sinueuse. Dans le prolongement de la rue Payenne, elle commence à la rue des Francs-Bourgeois et termine à la rue de Rivoli. Elle croise la rue Malher et la rue des Rosiers. Le site est desservi par la station de métro Saint-Paul.

## Origine du nom
Elle fut l'une des premières de ce quartier à être pavée, d'où son nom. À la fin du XXe siècle, on pouvait lire côté pair (en creux ?) « Rue Pavée au Marais ».

## Historique
En 1235, la partie comprise entre la rue du Roi-de-Sicile et la rue des Francs-Bourgeois existait, et s'appelait la « rue du Petit-Marivaux ». Rebaptisée en 1406 « rue du Petit-Marais », puis « rue Marivaux », son nom fut remplacé vers 1450 par « rue Pavée-au-Marais », puis « rue Pavée ».
Elle figure comme « R. d. payens » sur le plan de Vassalieu de 1609.
Elle est citée sous le nom de « rue Pavée » dans un manuscrit de 1636.
Prolongée en 1838 jusqu'à la « vieille rue Saint-Antoine », elle a été raccourcie lors du percement en 1854 de la rue de Rivoli. La rue s'arrêtait à l'enceinte de Philippe Auguste dont on voit encore les vestiges à droite de l'hôtel d'Angoulême Lamoignon, faisant pignon avec l'ancien bâtiment de la prison de la Petite-Force.
La rue était huppée et bordée d'hôtels particuliers (hôtel de Brienne, hôtel de Savoisy) dont seul l'hôtel d'Angoulême subsiste.
La moindre largeur de la rue a été fixée à 8 m par une décision ministérielle du 23 brumaire an VIII signée « Quinette », puis à 10 m en vertu d'une ordonnance royale du 14 octobre 1838.

D'autres « rues pavées » parisiennes ont été ainsi dénommées : rive gauche, par exemple, il a longtemps existé une « rue Pavée », dès 1300, qui est devenue « rue Pavée-Saint-André-des-Arts » et aujourd'hui rue Séguier (où logea par exemple en 1281 Pierre Chauchat, renommé professeur en Sorbonne, ou en 1358 l'évêque de Laon, Robert Le Coq, proche d'Étienne Marcel), ainsi que des rues « Pavée-Saint-Sauveur » ou « Pavée-Saint-Antoine ».

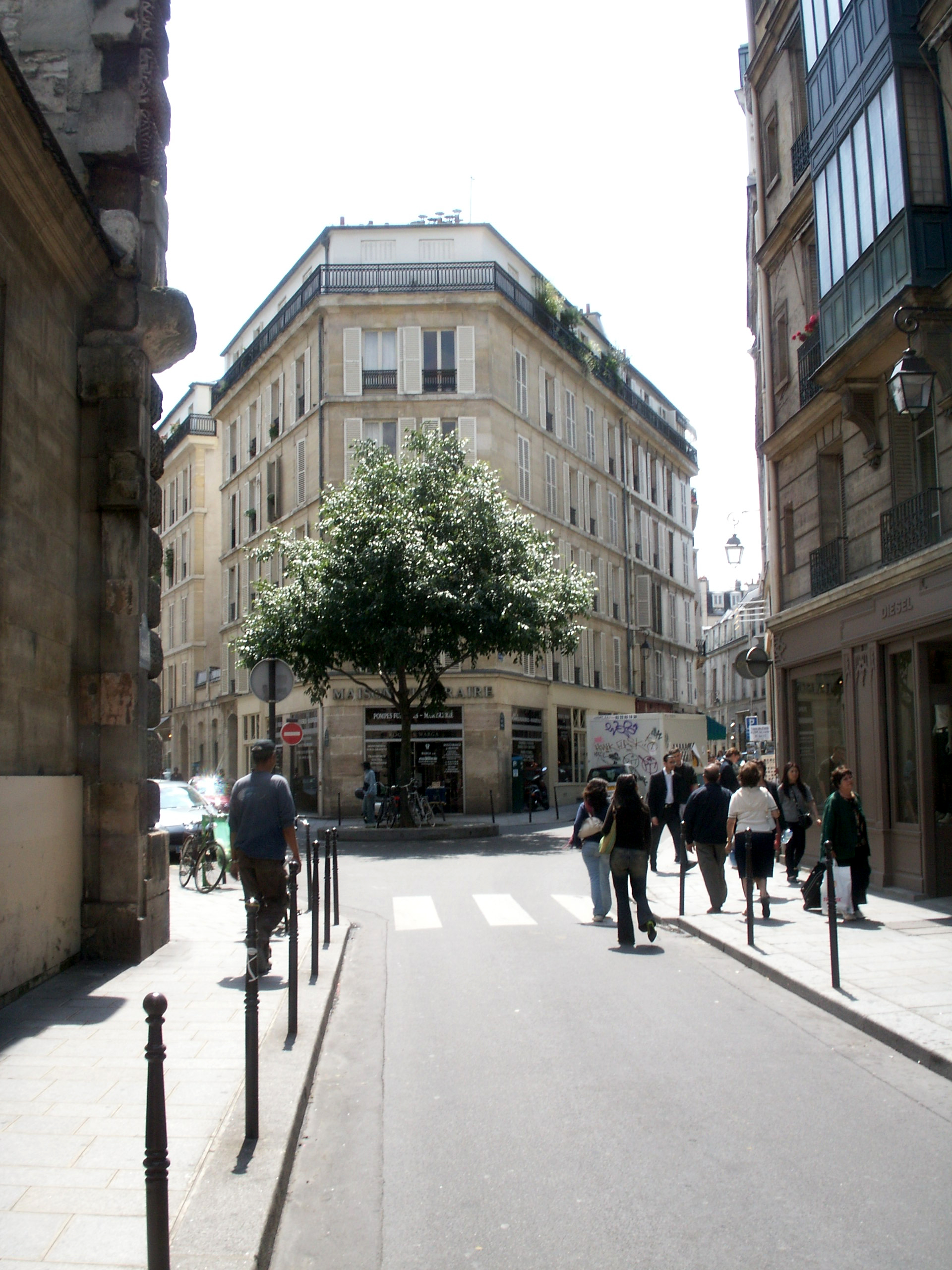
Vue générale de la rue, vue du Sud
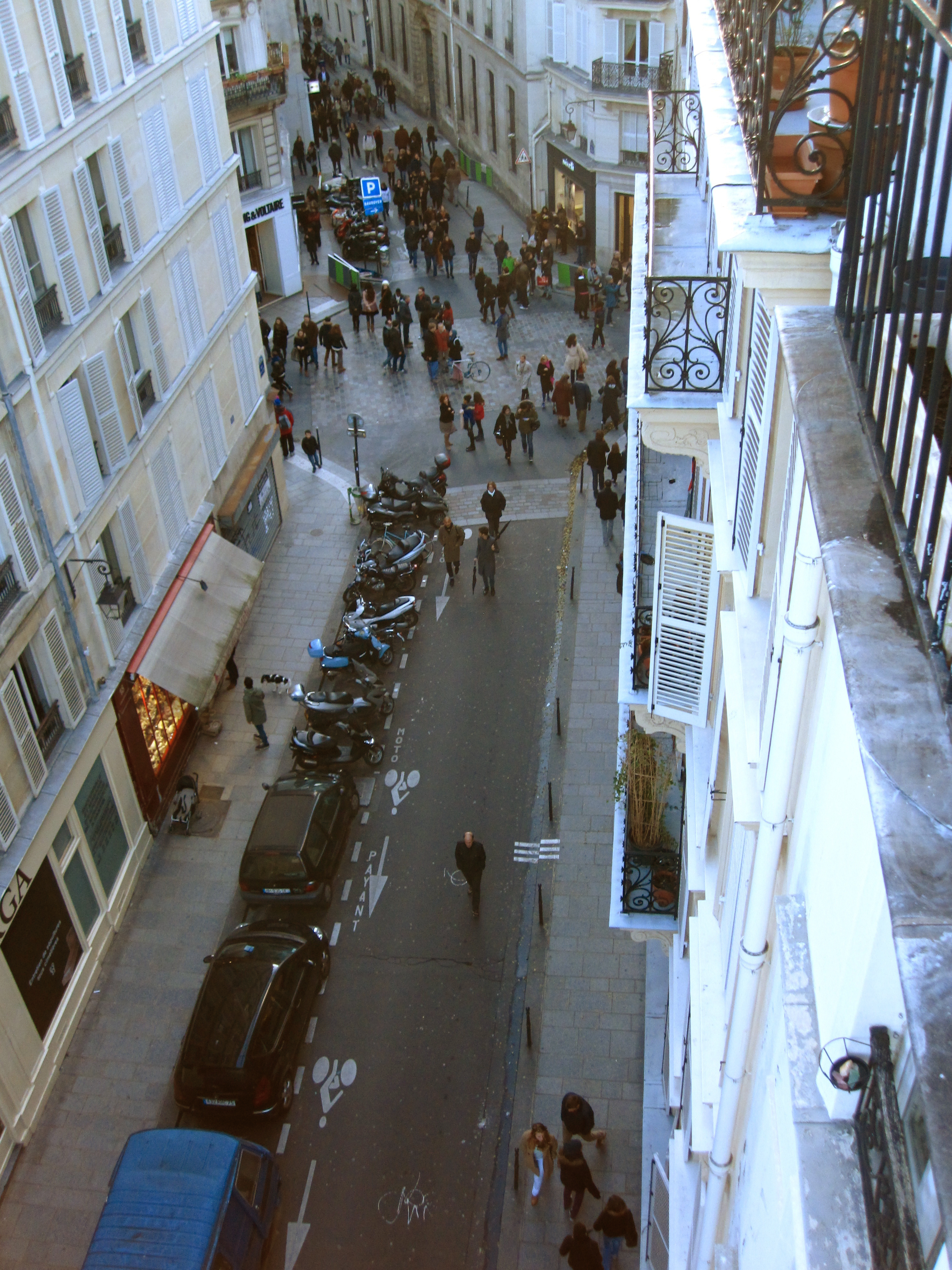
Vue aérienne de la rue, vue du Nord
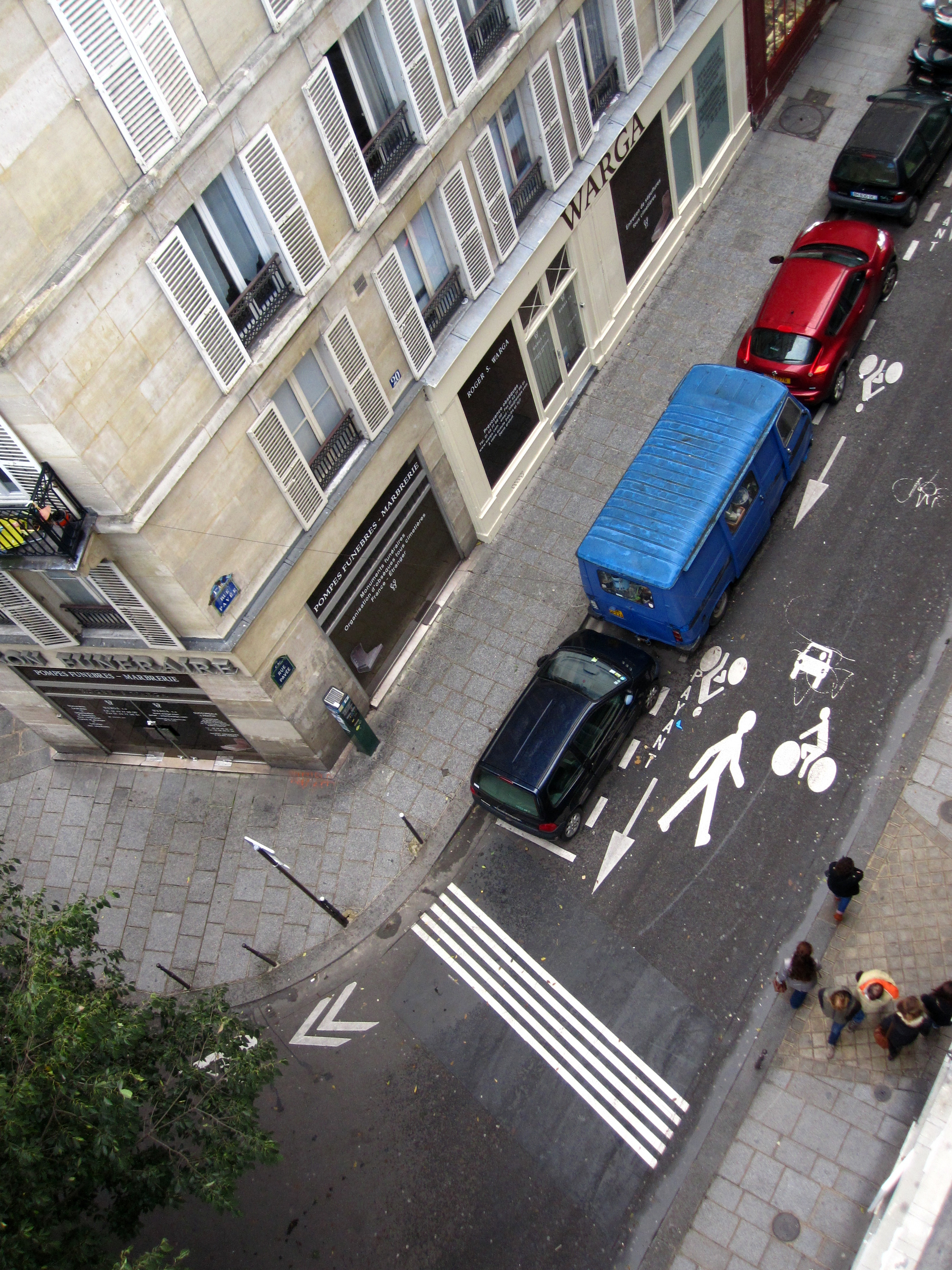
Vue aérienne de la rue, au coin de la rue Malher
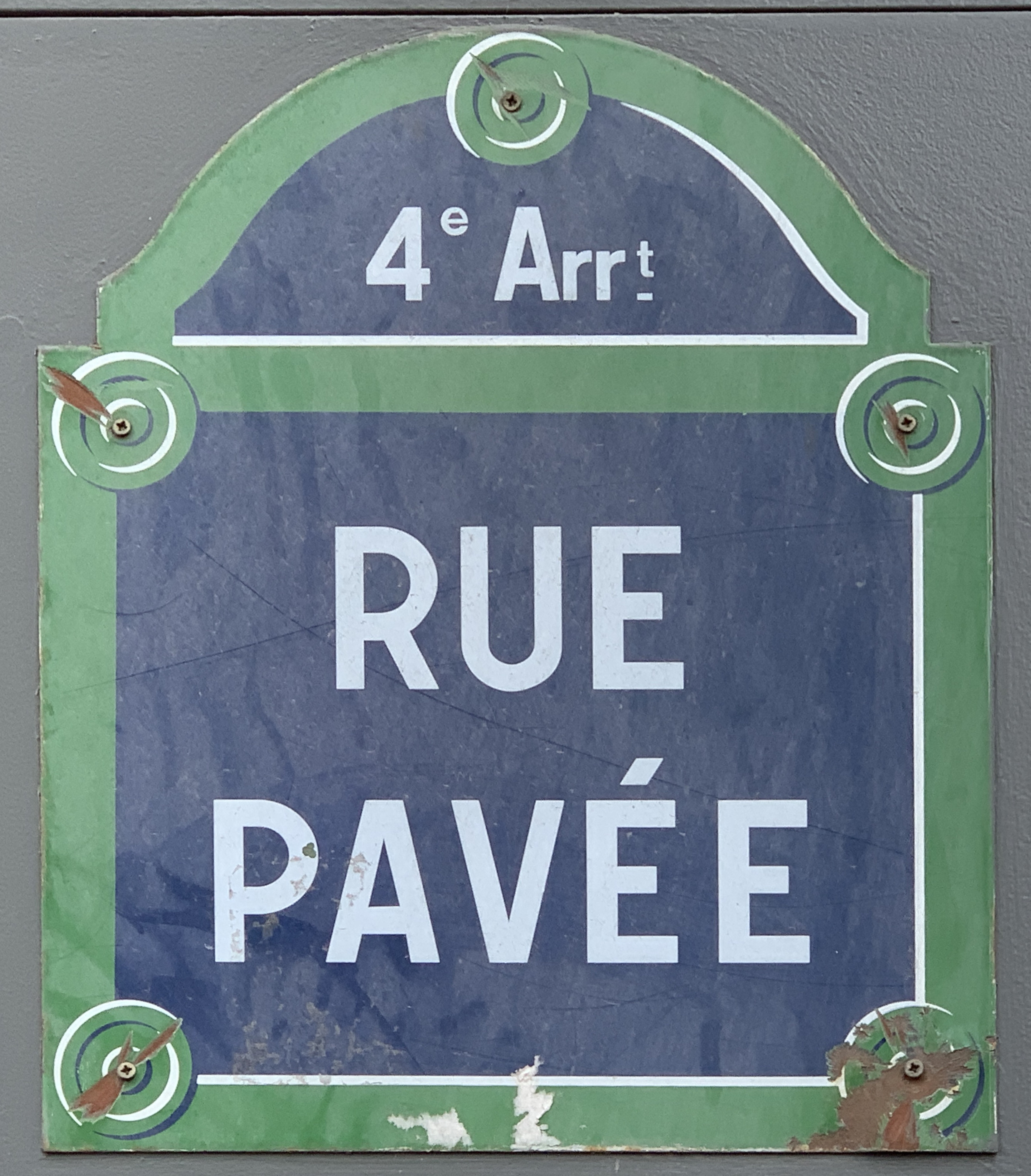
Plaque de la rue

## Bâtiments remarquables et lieux de mémoire
- Au no 10 s'élève une synagogue, construite en 1913 par le maître parisien de l'Art nouveau, Hector Guimard (connu pour ses célèbres bouches de métro). Il conçoit un bâtiment en hauteur, avec une façade ondulée et percée d'un éventail de fines fenêtres. En 1941, un bombe posée par des collaborateurs défigure le bâtiment ; la façade est restaurée après la guerre, et les décorations initiales au-dessus des trois portes laissent place à une étoile de David. Synagogue orthodoxe non consistoriale, elle ne se visite pas. Auparavant se trouvait le domicile du magistrat Jean-Baptiste Selves (1756-1823)

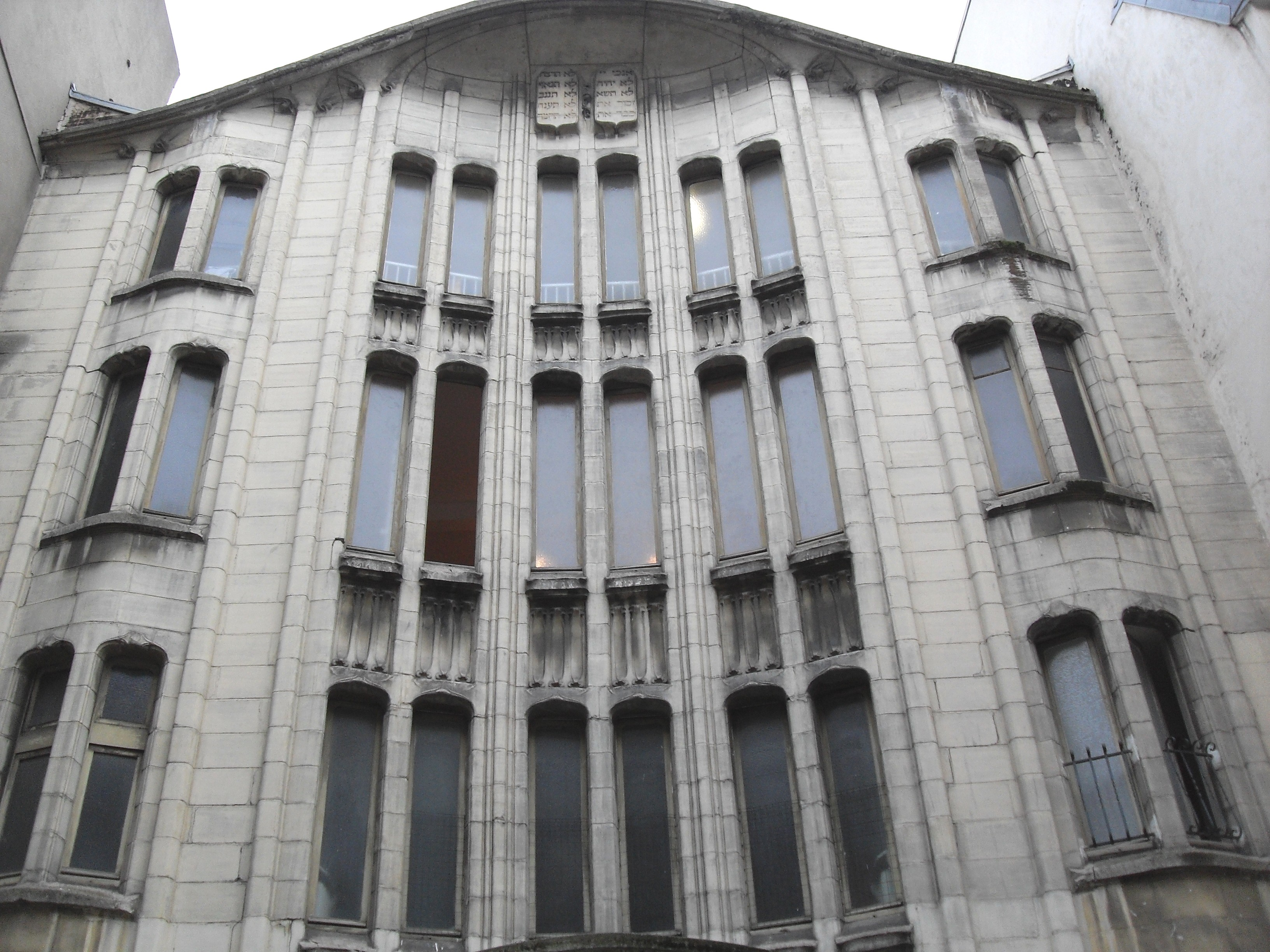
Façade de la synagogue au no 10 de la rue, dessinée par Hector Guimard
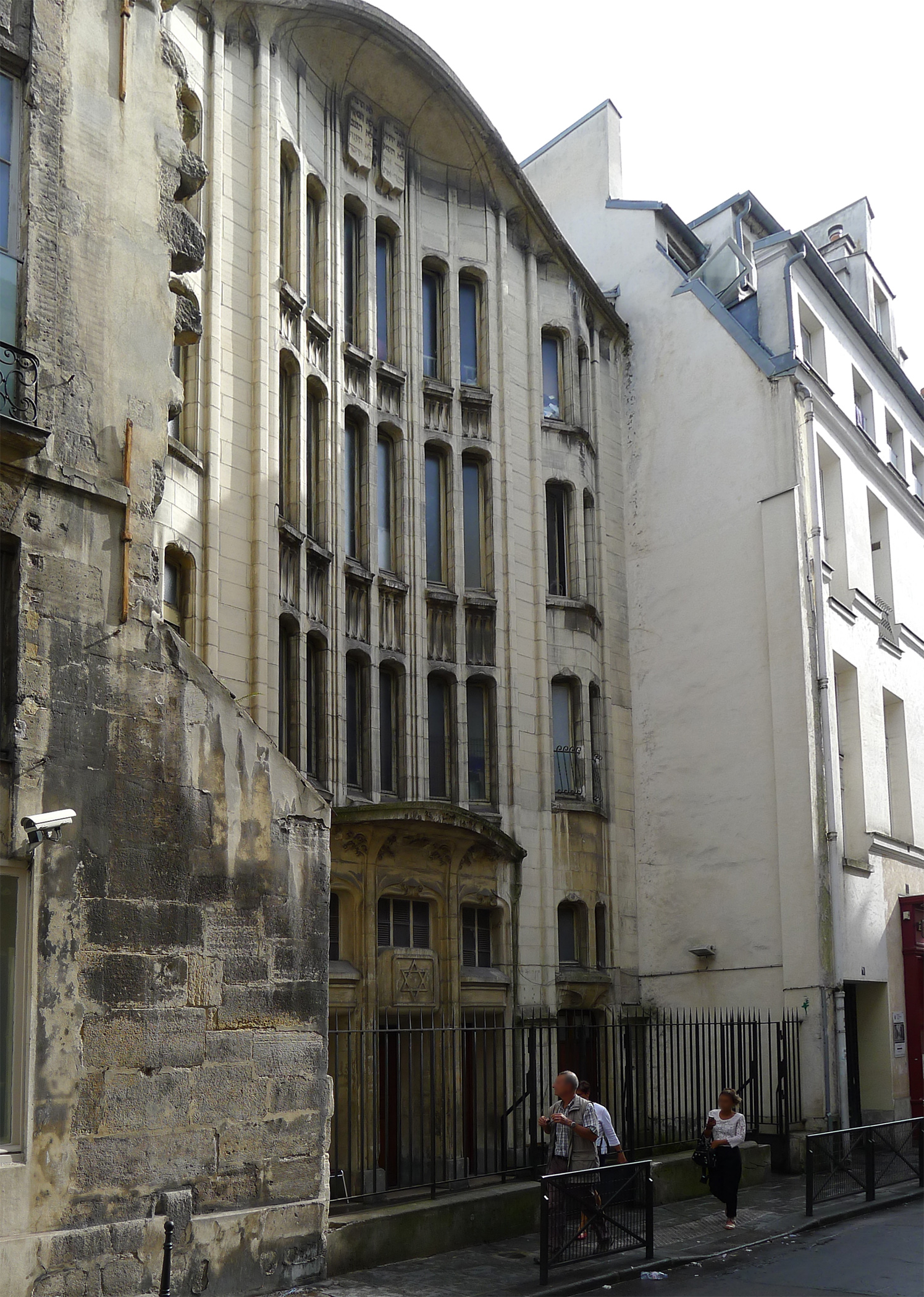
Vue générale.
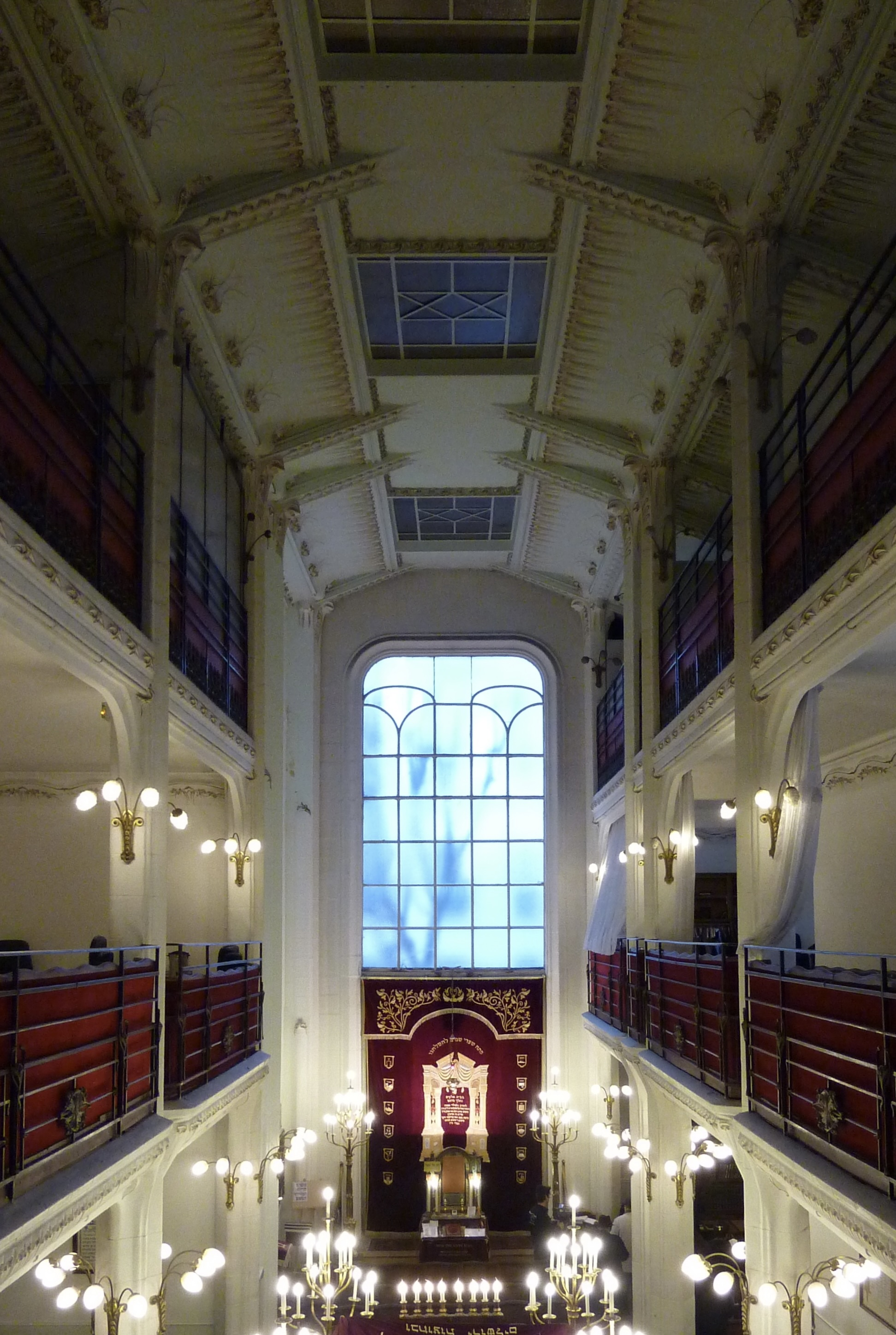
Vue intérieure de la synagogue
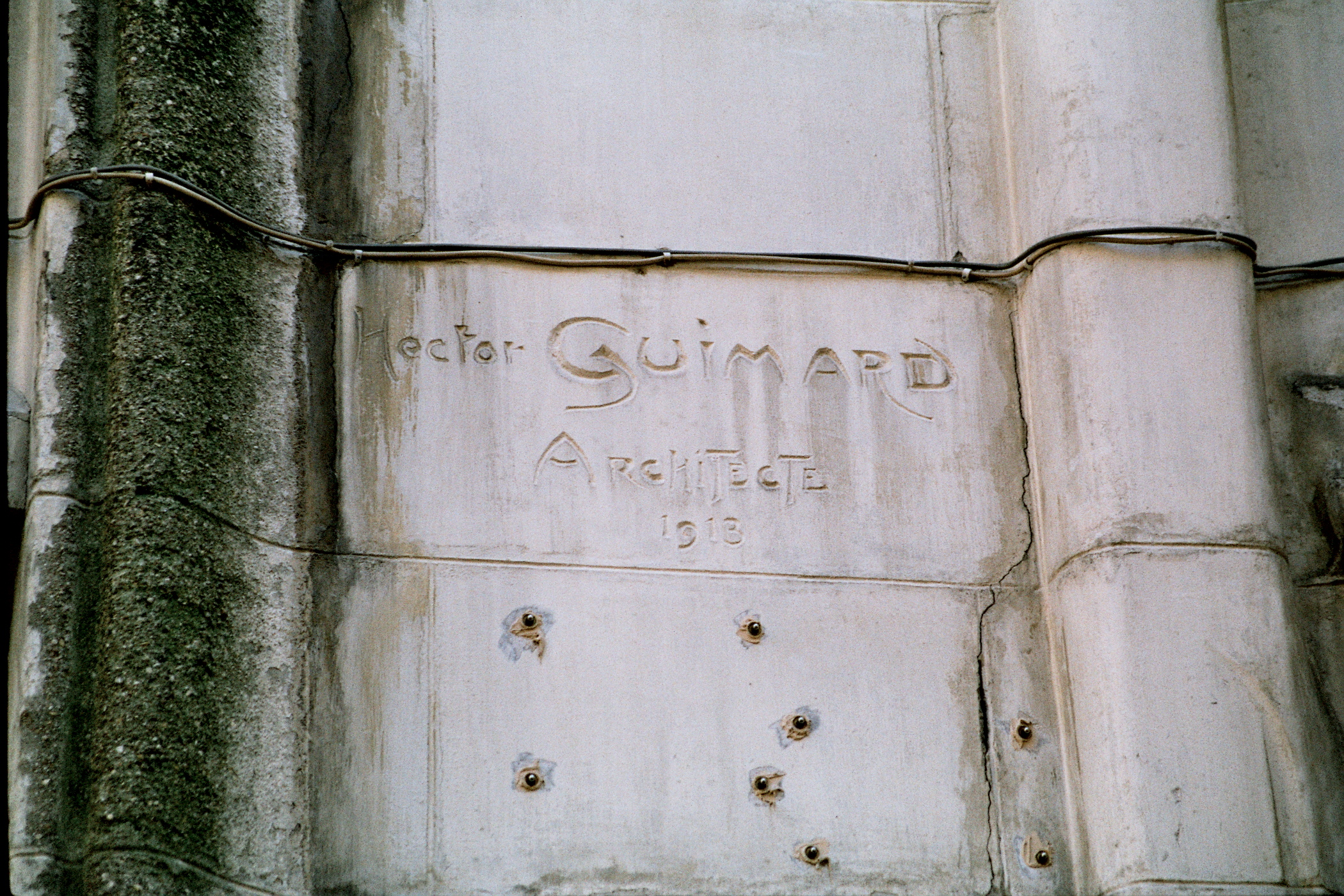
Signature de l'architecte sur le mur de la synagogue

- Aux nos 11 et 13 est bâti un bel hôtel particulier (porte de style Louis XIII, au no 11, et porte de style Louis XV au no 13), construit par Mansart de Jouy (1737). Démoli en 1404, l'hôtel de Savoisy se tenait là. Rebâti en 1517 par Morlet de Museau, conseiller du Roi, il est la résidence du duc de Norfolk, ambassadeur d'Angleterre en 1533, l'amiral de Brion, compagnon de captivité de François Ier (1543). L'hôtel, dit alors « de Loiraine », échoit à Charles III, duc de Lorraine ; il est restauré par sa petite-fille, la duchesse Nicole, qui y meurt en 1657. L'hôtel est alors acquis par François Dauvet, président au Parlement, et démembré. Entre  le début des années 1950[2] et 2021, le bâtiment abrite une école religieuse de stricte observance, la yeshiva Yad-Mordechai. Acheté par une société civile immobilière en 1995, il est revendu en 2021 à un bailleur social associé à un promoteur immobilier dans le but de créer 38 logements sociaux, des commerces et des bureaux, au prix de lourds travaux[3].

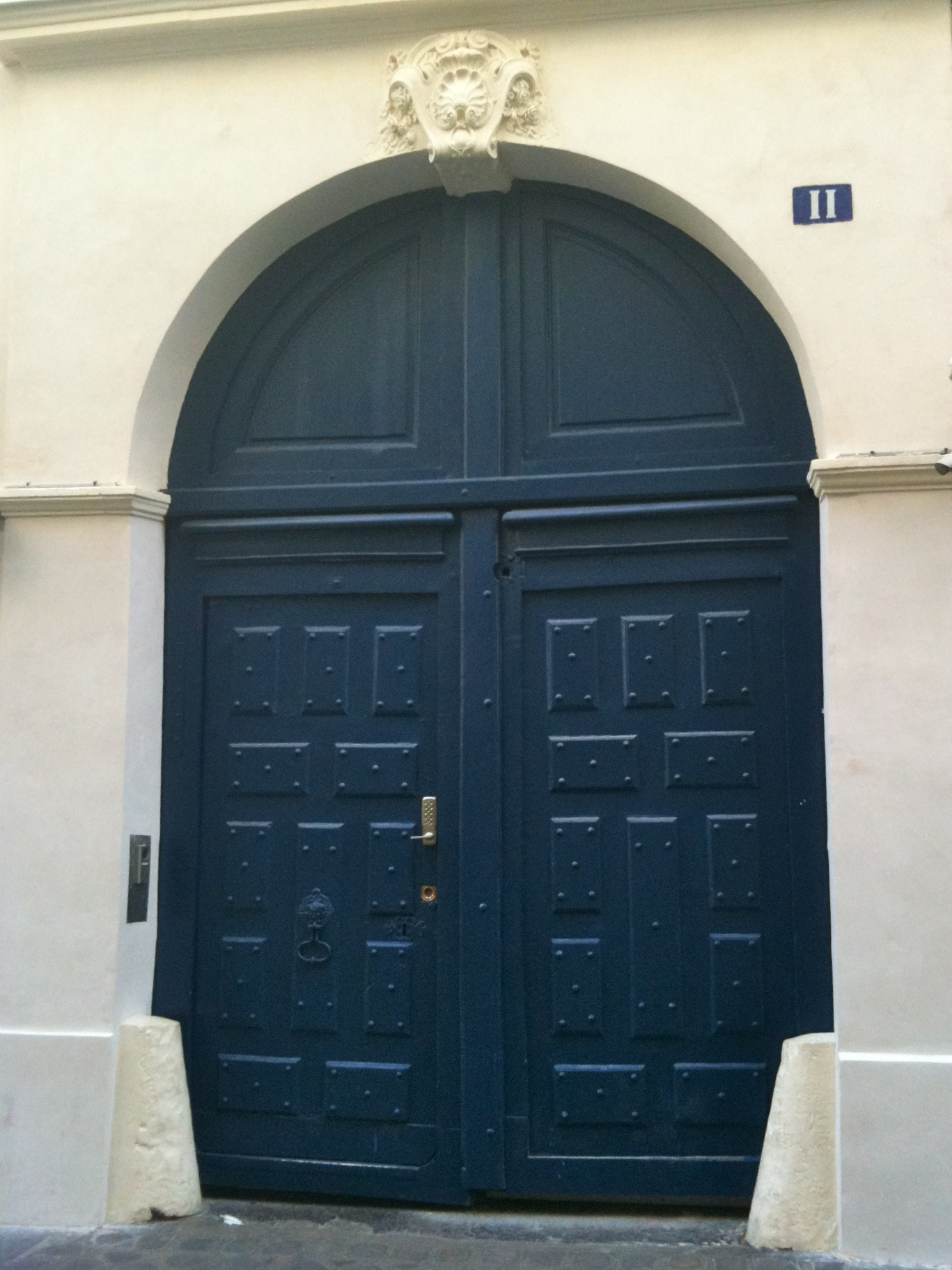
Porche d'entrée de l'hôtel particulier du no 11
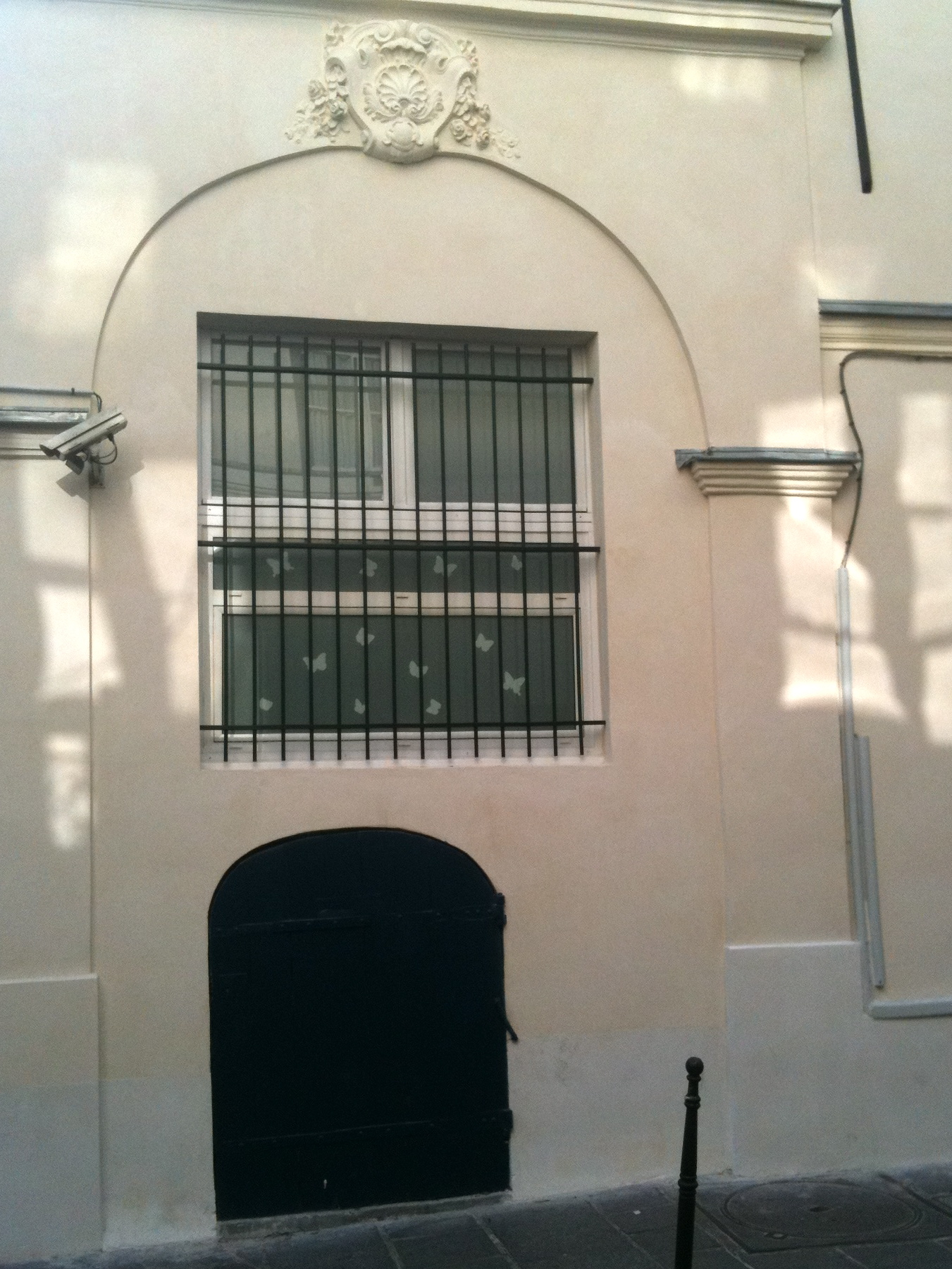
Porche d'entrée (comblé) de l'hôtel particulier du no 11
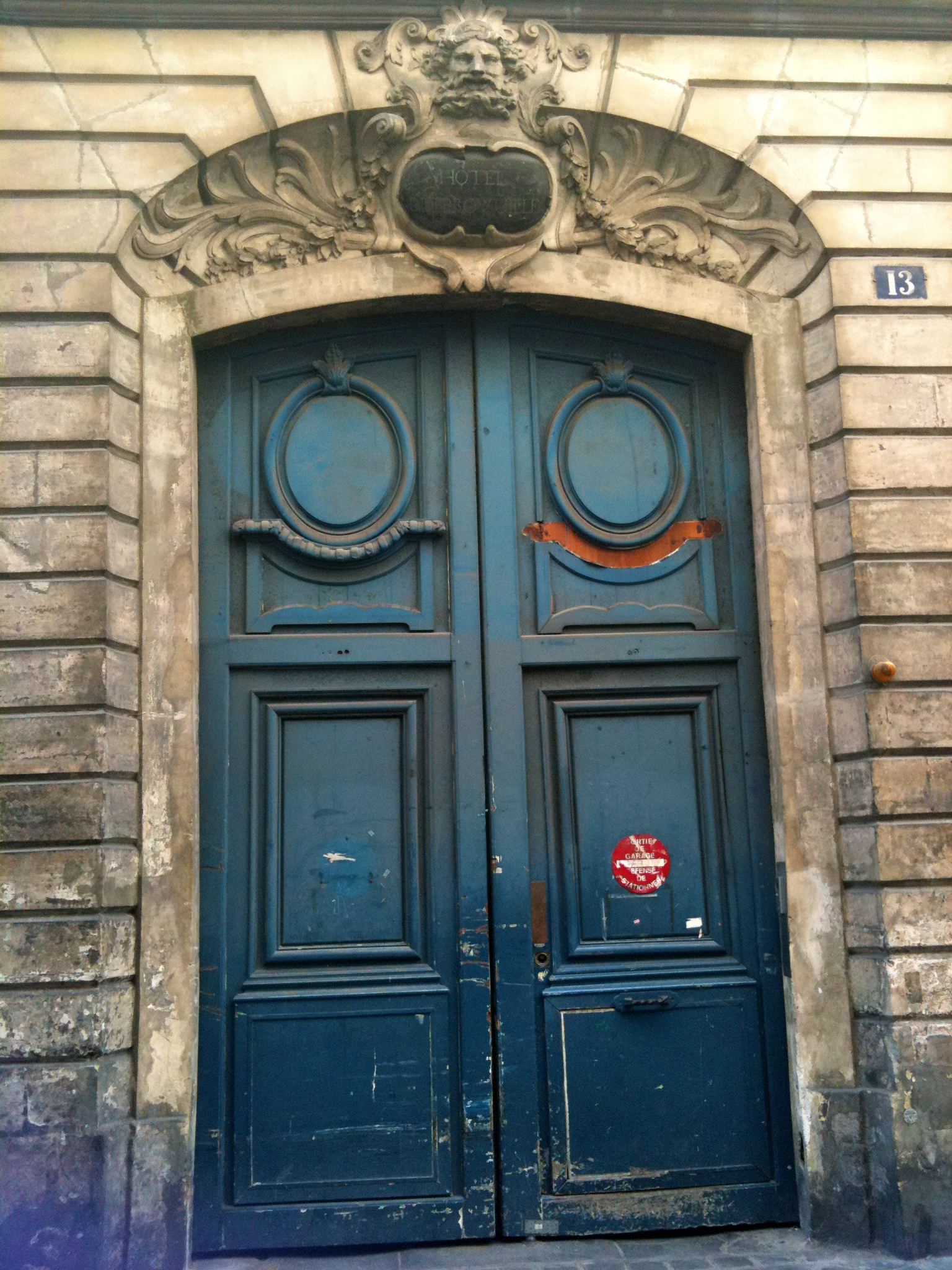
Porche d'entrée de l'hôtel particulier du no 13

- Au no 12 se trouvait le petit hôtel de Brienne, anciennement nommé hôtel de Chavigny, qui fut englobé dans la prison de la Petite-Force, sous le ministère de Jacques Necker. Y résidait et y mourut François Denis Tronchet (1726-1806), président du Sénat, l'un des avocats de Louis XVI. L’Union compagnonnique, fondée en 1875 par Agricol Perdiguier, y tint son siège, regroupant, initiés selon un rite unique, cuisiniers, bouchers, pâtissiers, doreurs, sculpteurs, etc.

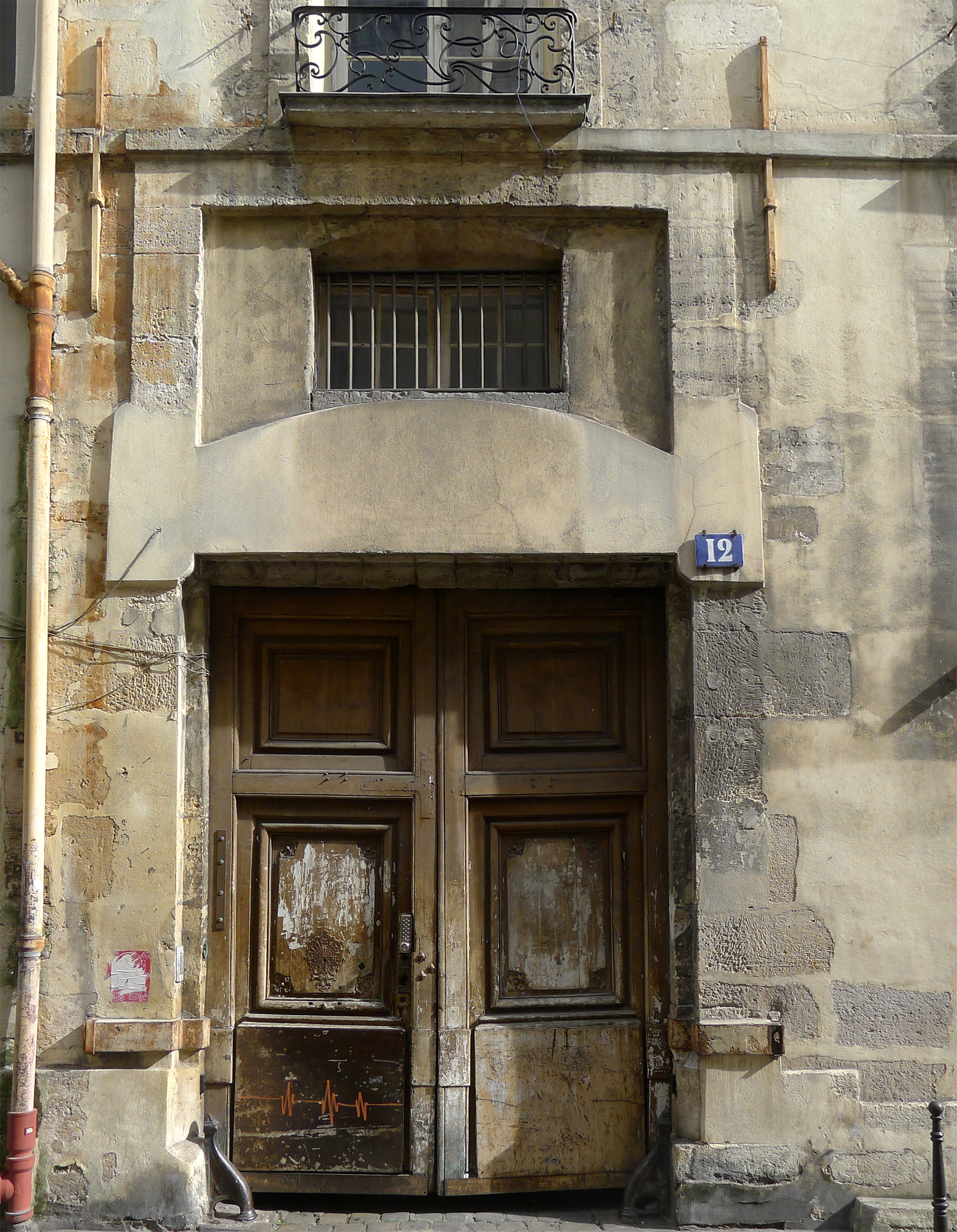
Porche d'entrée du no 12
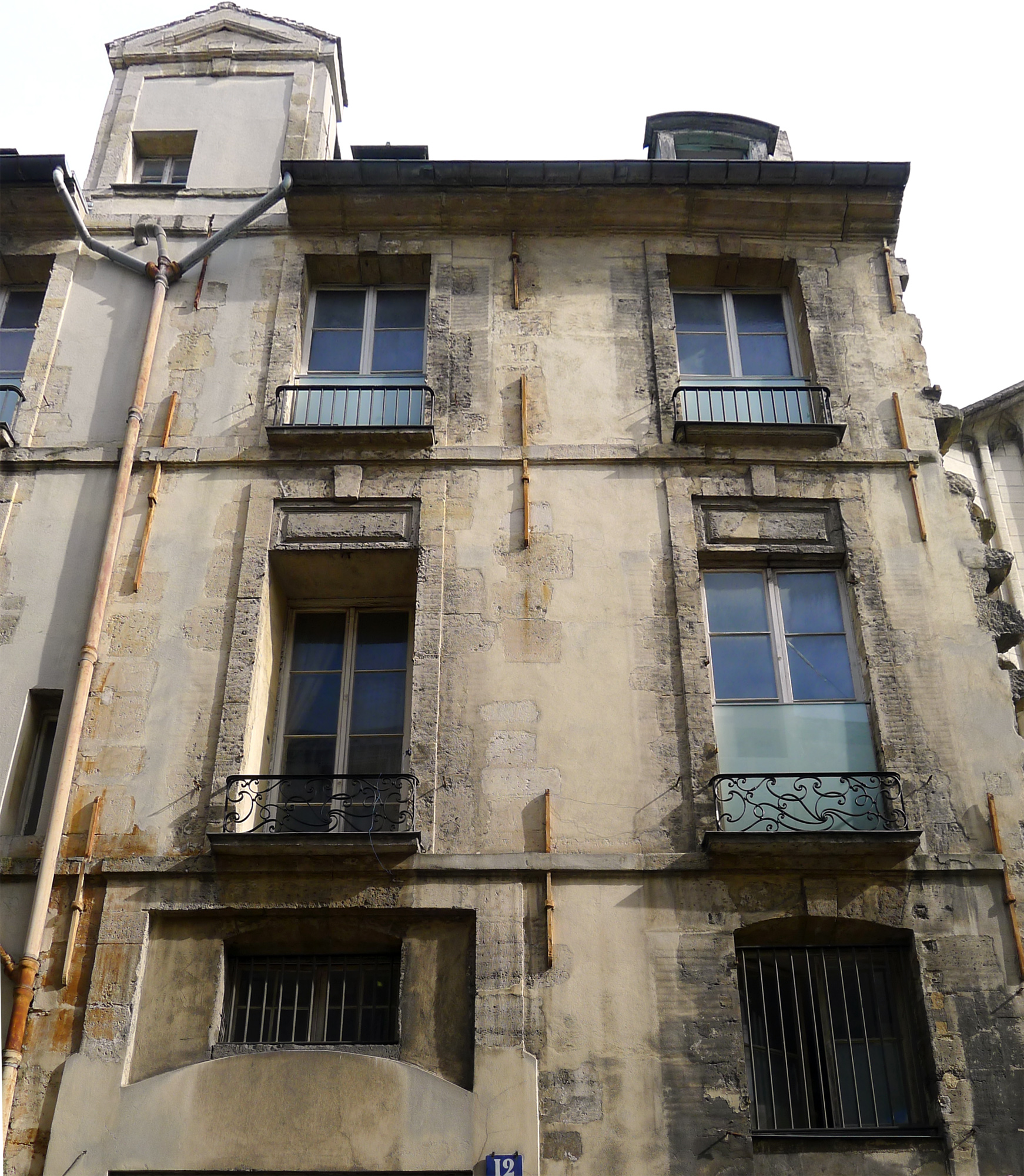
Étages supérieurs de l'immeuble au no 12
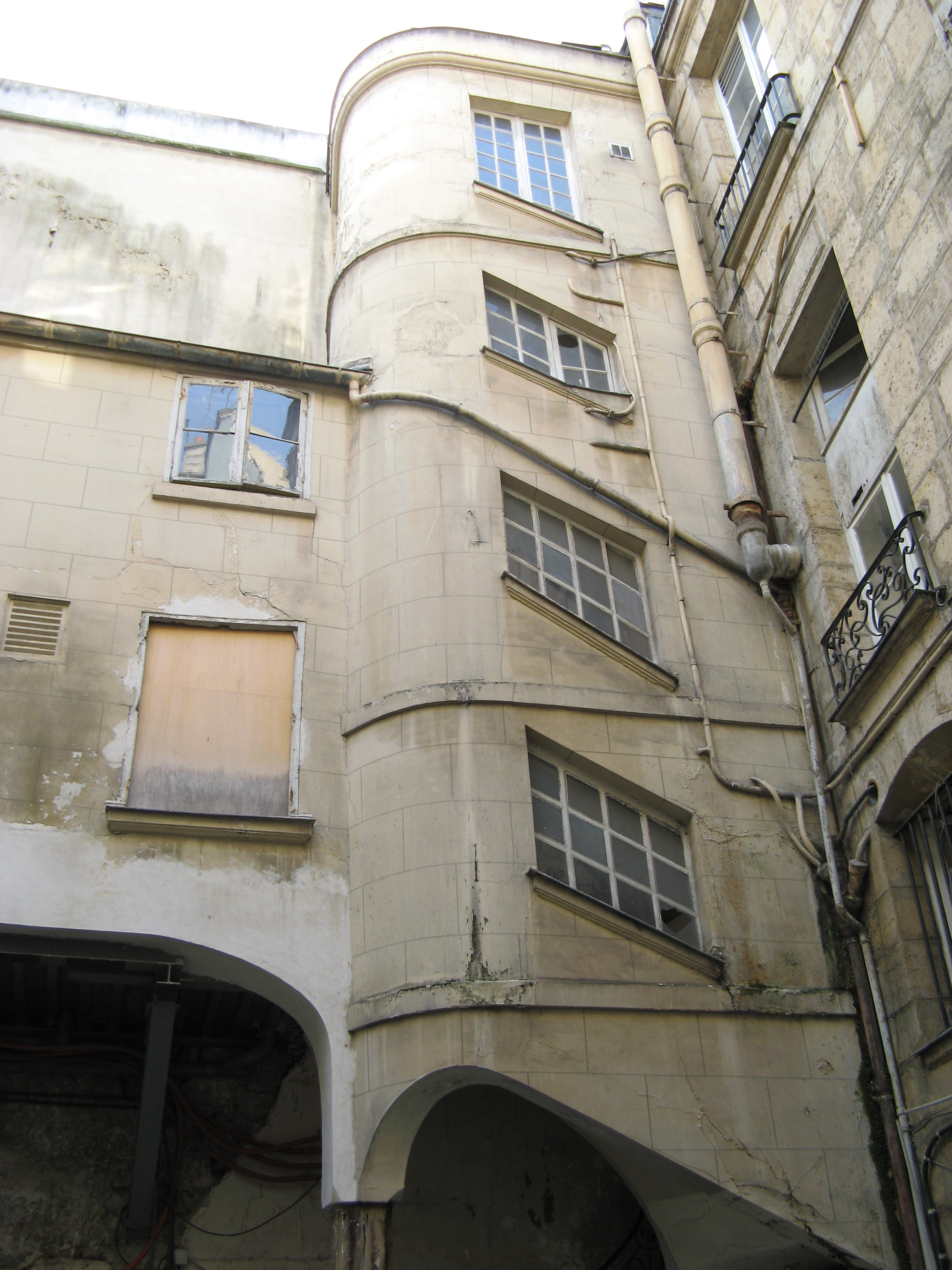
Cour intérieure

- Les nos 16 à 22 correspondent à l'ancien emplacement de la prison de la Petite-Force. Sa destruction au début du XIXe siècle a permis le creusement de la rue Malher.

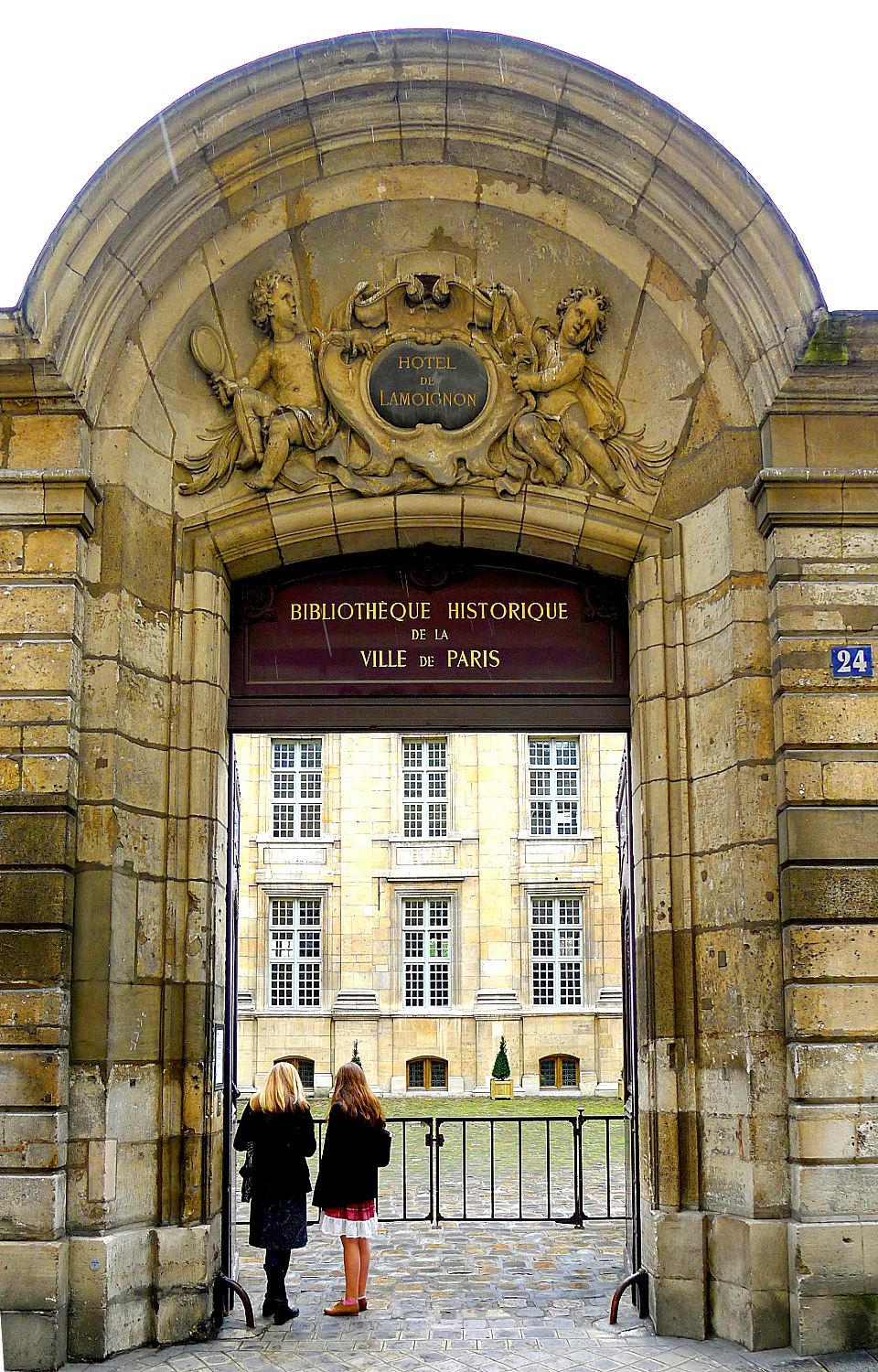
Porche d'entrée de l'hôtel d'Angoulême Lamoignon.

- Au no 24, l'hôtel d'Angoulême Lamoignon (ancien hôtel d'Angoulême) abrite la Bibliothèque historique de la ville de Paris. Ses plans furent commandés en 1559 par François de Pisseleu, abbé de Saint-Corneille près de Compiègne, probablement à l'architecte Philibert Delorme. La construction fut poursuivie à partir de 1576 par le propriétaire suivant Jean Bodin, puis à partir de 1584 par Diane de France, fille du roi Henri II, nouvelle propriétaire. La duchesse d'Angoulême habita son hôtel jusqu’à sa mort en 1619. En 1650, l'hôtel est vendu à Guillaume de Lamoignon, premier président du Parlement de Paris, qui le fait aménager par l'architecte Robert de Cotte. Résidence d'Alphonse Daudet en 1867, il fut le centre de mondanités littéraires. La communarde Marie La Cécilia habita à ce numéro vers la fin de sa vie en 1893[4].
- Madame Denis, née Marie Louise Mignot, nièce de Voltaire, qui entretint des amours passionnés avec celui-ci, habita cette rue.
- Un couvent de filles, dit des « Nouvelles catholiques », était logé dans la rue en 1647[5] avant de déménager rue Sainte-Anne et d'être démantelé en 1790.